# Bayog
Bayog ist eine philippinische Stadtgemeinde in der Provinz Zamboanga del Sur auf der Insel Mindanao. Sie hat 33.591 Einwohner (Zensus 1. August 2015), die in 28 Barangays leben. Die Gemeinde wird als teilweise urban beschrieben.
Die Gemeinde Bayog liegt an den Ufern des Sibuguey- und des Dipili-Rivers und ist über den Maharlika Highway von der Provinzhauptstadt Pagadian City aus erreichbar. 1995 erhielt die Gemeinde die jährlich vergebene Auszeichnung der Philippinen für den Fluss mit der besten Wasserqualität, den Dipili-River.

## Baranggays
| - Baking - Balukbahan - Balumbunan - Bantal - Bubuan - Camp Blessing - Canoayan - Conacon - Dagum | - Damit - Datagan - Depase - Dipili - Depore - Deporehan - Dimalinao - Kahayagan - Kanipaan - Lamare | - Liba - Mataga - Matin-ao - Matun-og - Pangi (San Isidro) - Poblacion - Pulang Bato - Salawagan - Sigacad - Supon |